# 安達憲忠
安達 憲忠（あだち けんちゅう/のりただ、安政4年8月3日（1857年9月20日） - 昭和5年（1930年）12月2日）は、備前国赤坂郡小野田村（現・赤磐市熊山町）出身の社会実業家。東京市養育院幹事。

## 来歴
1857年、備前国赤坂郡小野田村で生まれる。幼くして母と死別
し、遠戚の天台宗寺院で育つ。仏教を修める一方、岡山の藩校遺芳館で経学を学び、新聞記者となる。山陽新報、中国日々新聞、福島新聞などの記者を務める傍ら、自由民権運動に携わり、「岡山自由党の四天王の一人」と称される。また、集会条例違反で逮捕された事もあった。
その後上京し、1888年、東京府に奉職する。東京市養育院院長であった渋沢栄一の勧めで、1892年、養育院幹事となる。渋沢栄一の補佐役として、里親制度の開拓や伝染病の隔離療養、無料宿泊所の創設などに尽力し、浮浪児の感化訓育のため、井之頭学校、安房分院、巣鴨分院、板橋分院の創設等に携わり、養育院の発展に献身した。
他に、中央慈善協会幹事、市設職業紹介所長代理、報徳会女子職業紹介所理事長、無料宿泊所顧問などを務めた。
1919年、養育院を退職する。
1930年12月2日、脳溢血のため死去。享年74。

## 著書
- 『乞児悪化の状況』安達憲忠、1895年。
- 『東京市養育院沿革及実況』東京市養育院、1896年。
- 『貧か富か』宣伝社、1922年。